# József Attila Tanulmányi és Információs Központ
A József Attila Tanulmányi és Információs Központ (röviden JATIK vagy csak TIK) a Szegedi Tudományegyetem (SZTE) szervezeti egységeként működő oktatási és kulturális létesítmény, konferencia-központ, de elsődleges funkciójában a szegedi Klebelsberg Könyvtár főépülete. A közel kétmillió kötetes gyűjteményével és az összesen 1000 férőhelyes olvasótermeivel a dél-alföldi régió legnagyobb tudományos és nyilvános könyvtára. Az intézményt a Szegedi Tudományegyetem és Szeged város önkormányzata alapította, és évente átlagosan 200 üzleti, kulturális és tudományos rendezvény számára biztosít helyszínt. Egyidejűleg több mint 1300 fő befogadására alkalmas.

## Története

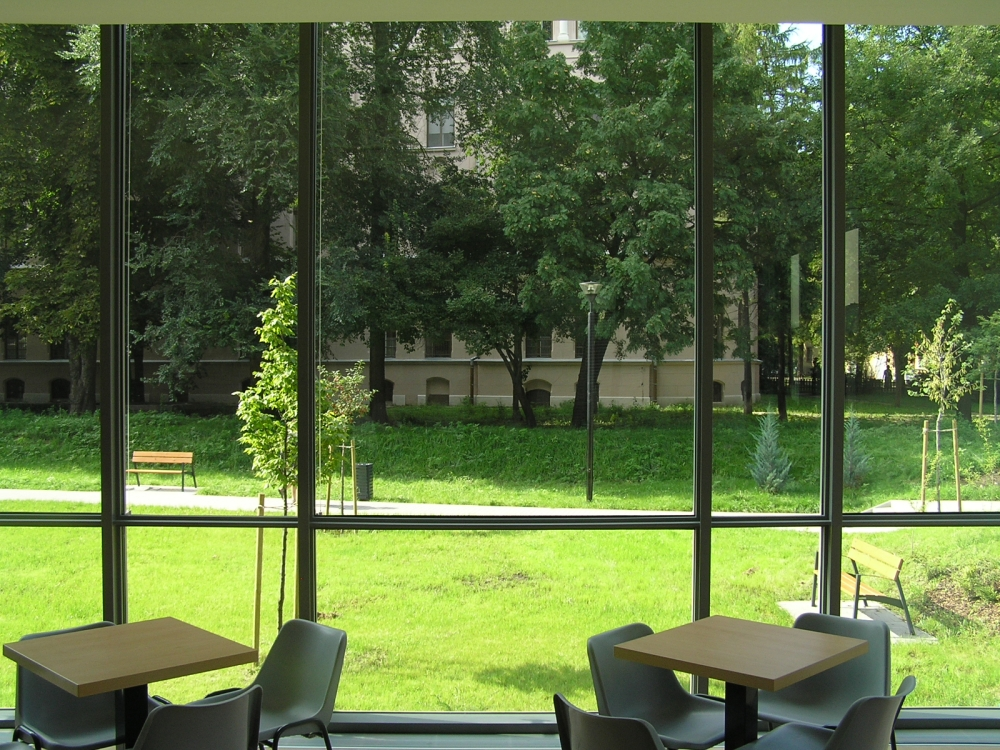
A kávézó

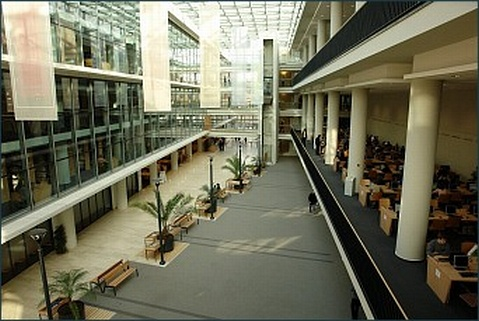
Az épület beltere

A Szegedi Tudományegyetem jogelődje, a kolozsvári Ferenc József Tudományegyetem a trianoni döntés után, 1921-ben telepedett át a Tisza-parti városba, ahol eredetileg nem egyetemi célokra szánt épületeket kapott meg használatra. Bár egy valódi könyvtári épületre már a kezdetektől igény lett volna, a megvalósítás nagyjából 85 évet késett. Ehhez hozzátartozik, hogy a két világháború között Erdély megszerzése a revíziós törekvések egyik fő célja volt, s Kolozsvárott 1909-ben adták át az – akkor modern – egyetemi könyvtár épületét. A második világháborút követően az egyetem tudományterületenként külön-külön, több különböző intézményként folytatta működését, s így 2001-es újraegyesítésük idejére több külön – későbbi elnevezésükkel úgymond kari – könyvtár jött létre.
Az új könyvtár építésének ötlete a két világháború közötti időkből való, ám az csak 1996-ban, a Magyar Felsőoktatási Reformprogram elindulásával kezdett körvonalazódni. A terveket 2001 áprilisában választották ki, az alapkő letétele 2002. március 23-án történt meg, amit 2004. december 9-én követett a hivatalos átadás. Építtetése 7,9 milliárd forintba került.
A korábbi központi könyvtár a Rektori Hivatallal működött egy épületben, s alig három hónap alatt költözött át az új helyére, amelynek anyagába a kari könyvtárakénak nagy része is bekerült.
Az eredetileg csak Tanulmányi és Információs Központ (röviden TIK) néven működő épület egy évvel megnyitása után vette fel József Attila nevét.
A Rektori Hivatal az úgynevezett központi épület felújítása miatt 2008-ban költözött az épületbe korábbi, Dugonics téri helyéről. 
Az épület 2008-ban Pro Architektura díjat nyert. A Délmagyarország által indított – szintén 2008-as – építészeti játékon a legtöbb szavazatot kapott épületként közönségdíjas lett.
- 2011. november 11-én, az Egyetem Napján tartott ünnepi szenátusi ülésen a Szegedi Tudományegyetem rektora bejelentette, hogy e naptól a Szenátus egyhangú határozatának értelmében az Egyetemi Könyvtár neve megváltozik. A Szegedi Tudományegyetem Egyetemi Könyvtár nevet viselő egyetemi intézmény neve Szegedi Tudományegyetem Klebelsberg Kuno Könyvtárára változik. Rövid változatában a névhasználat ugyanezen időponttól kezdve: Szegedi Tudományegyetem Klebelsberg Kuno Könyvtára.

## Rendeltetése

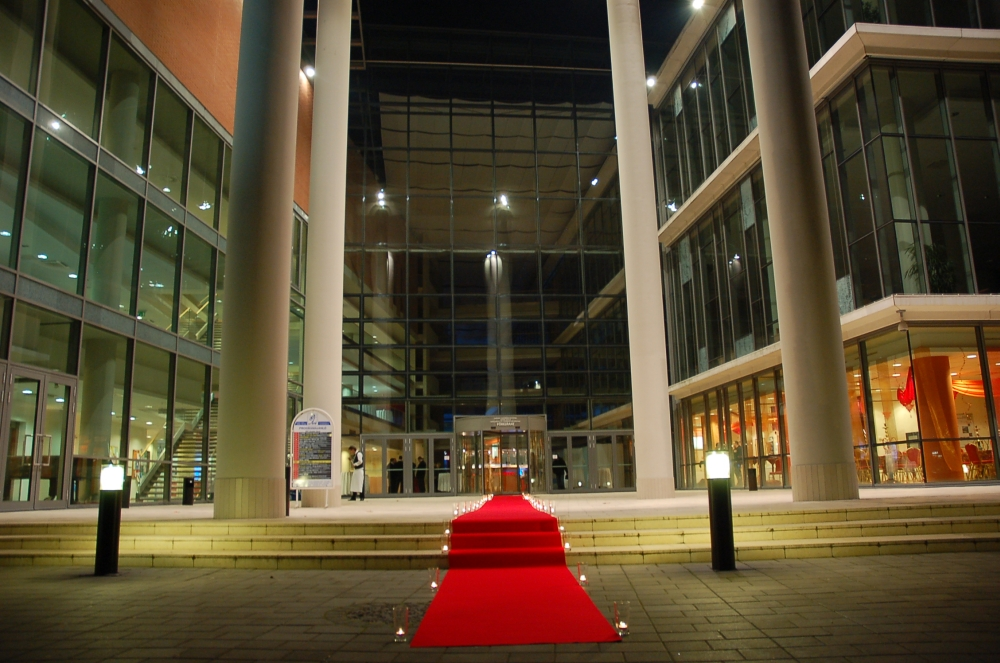
A Kongresszusi Központ éjjel

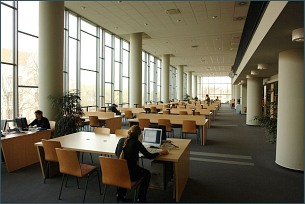
Olvasóterem

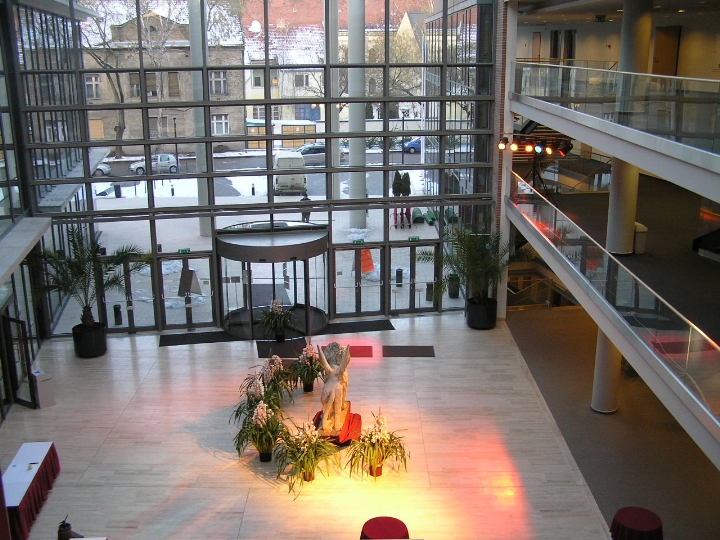
Bejárat az átriumból

A könyvtári szolgáltatásokon túl előadótermek és informatikai kabinetek is helyet kaptak az épületben. Építési alapterülete hozzávetőleg 10 000 m², a hatszintes épület hasznos területe mintegy 25 000 m², amelyből 15 000 tartozik közvetlenül a könyvtárhoz, vagyis olvasóterem vagy raktár. A könyvtári szolgáltatások közé tartozik az internet hozzáférhetőségének biztosítása a diákok számára: erre 300 számítógép szolgál. A könyvtár és az épület területének jelentős részén EduRoam nagysebességű vezeték nélküli hálózat működik.
Több, összegyetemi szervezet központja is a JATIK lett, így ideköltözött az EHÖK (Egyetemi Hallgatói Önkormányzat), a HSZI (Hallgatói Szolgáltató Iroda), az Universitas-Szeged Diák-Szolgáltató Központ Kht. (a jegyzetbolt üzemeltetője) és az Egyetemi Életvezetési Tanácsadó Központ is. Az EHÖK (Egyetemi Hallgatói Önkormányzat) irodája 2008-ban, a központi épület felújításának megkezdésekor átköltözött egy Szentháromság utcai épületbe, hogy helyére ideiglenesen a Rektori Hivatal kerülhessen.
A földszinten egy kávézó és egy egyetemi ajándékbolt is helyet kapott.

### Az SZTE Klebelsberg Könyvtár
A délalföldi régióban az SZTE Klebelsberg Könyvtár rendelkezik a legnagyobb gyűjteménnyel, de országos szinten is az elsők között van. A négy szabadpolcos olvasótermi szinten, tematikus elrendezésben mintegy 350 000 kötet kapott helyet: az első emeleten a társadalomtudományok, a másodikon a történettudomány, a harmadikon a nyelv- és irodalomtudomány, illetve a negyediken a természet- és orvostudomány gyűjteménye van. A négy hagyományos és egy tömör raktárban további mintegy 1,5 millió kötet és folyóirat található. Az intézményt két külső raktár is kiszolgálja, szorgalmi időszakban hetente kétszeri szállítással.

### Előadótermek
A TIK-ben több előadóterem is található, a 3 kisebb – közülük egy videokonferencia-terem – együttesen hozzávetőleg 500, a legnagyobb (az úgynevezett Kongresszusi vagy Színházterem) további 685 férőhellyel bír. Rendszerint ezekben kapnak helyet az egyetem évfolyamszintű előadásai és a Mindentudás Egyeteme – Szeged előadássorozat. A termek időnként bizonyos városi, illetve egyéb üzleti rendezvényeknek is helyet adnak. Egy 1000 m²-es átrium is található itt gálavacsoráknak és szakmai kiállításoknak.

## Zöld Kongresszusi Központ

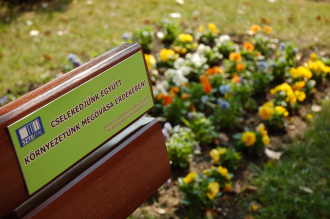
Környezettudatosság.

A környezettudatosság jegyében az intézmény vezető szerepet vállal a régióban a rendezvények környezeti hatásainak csökkentése érdekében. Működése alatt a Kongresszusi Központban számos környezetvédelmi intézkedést hoztak, mellyel biztonságosabb és egészségesebb körülményeket biztosítottak, valamint jó példát mutattak a társadalom felé.
Ezen intézkedéseknek köszönhetően az SZTE Kongresszusi Központ több, a környezetvédelemmel, illetve a társadalmi felelősségvállalással kapcsolatos díjat nyert.
- „2009 Legtöbbet Zöldült Irodája” Díj (KÖVET Egyesület a Fenntartható Gazdálkodásért)
- Kreativitás Különdíj 2010 (KÖVET Egyesület a Fenntartható Gazdálkodásért)
- 2010-ben a Kongresszusi Központ vezetésével a Szegedi Tudományegyetem elnyerte a Közép-Európa Legzöldebb Egyeteme címet.
- 2011-ben elnyerte a közönségdíjat az SZTE TIK az önkéntességet és a környezettudatos szemléletet összekapcsoló Zöld Kommandó elnevezésű akciója a legjobb társadalmi felelősségvállalással kapcsolatos hazai kezdeményezéseket bemutató kiállításon, a CSR Piacon.

## Fényképgaléria

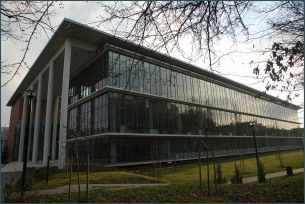
A TIK
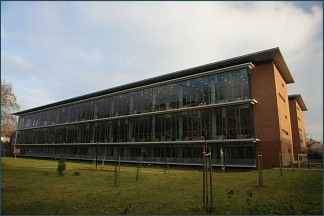
A BTK épülete felől
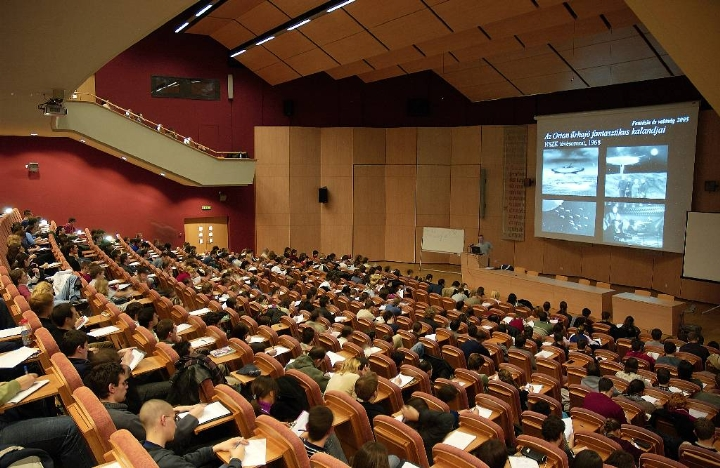
Kongresszusi terem
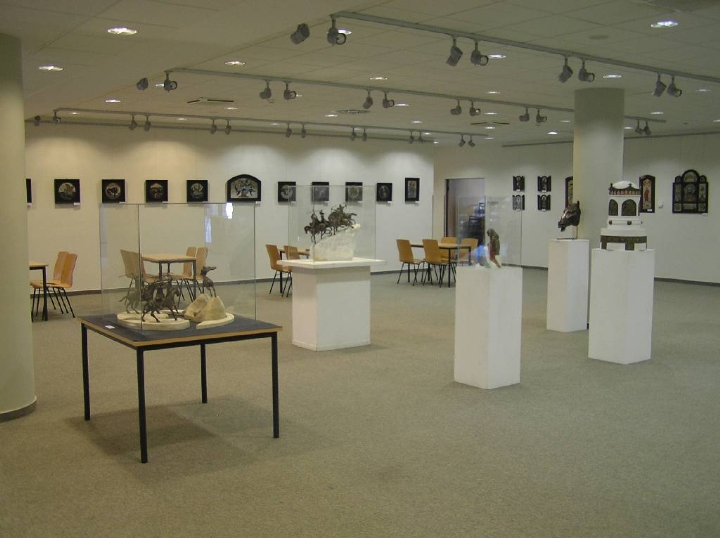
Kiállítóterem
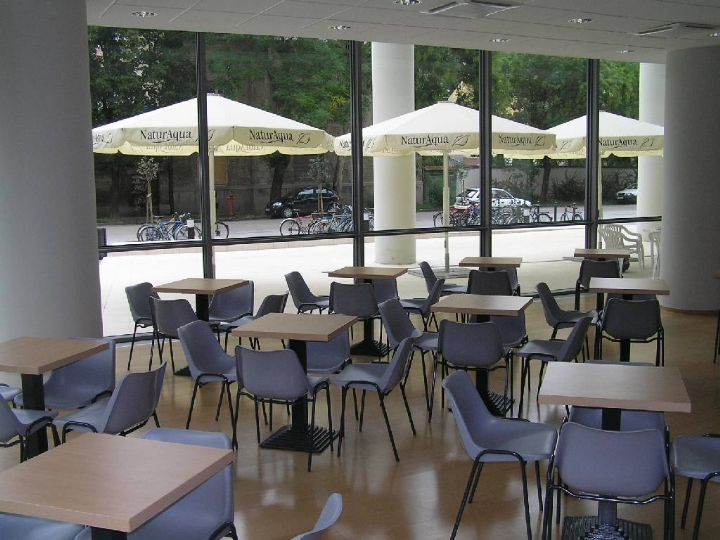
Egyetemi kávézó
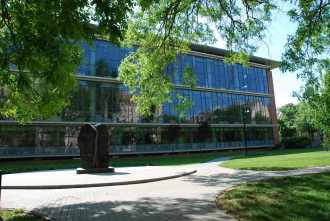
SZTE Kongresszusi Központ park
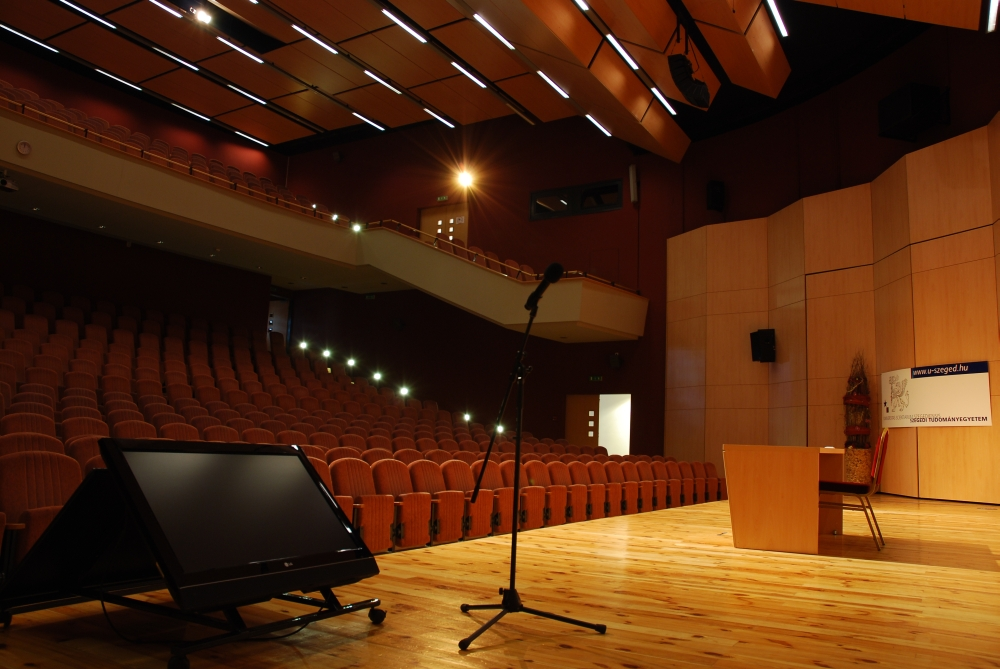
Kongresszusi terem
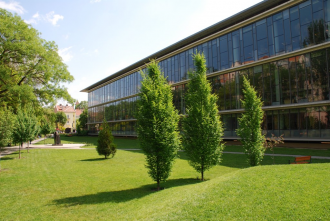
SZTE Kongresszusi Központ park
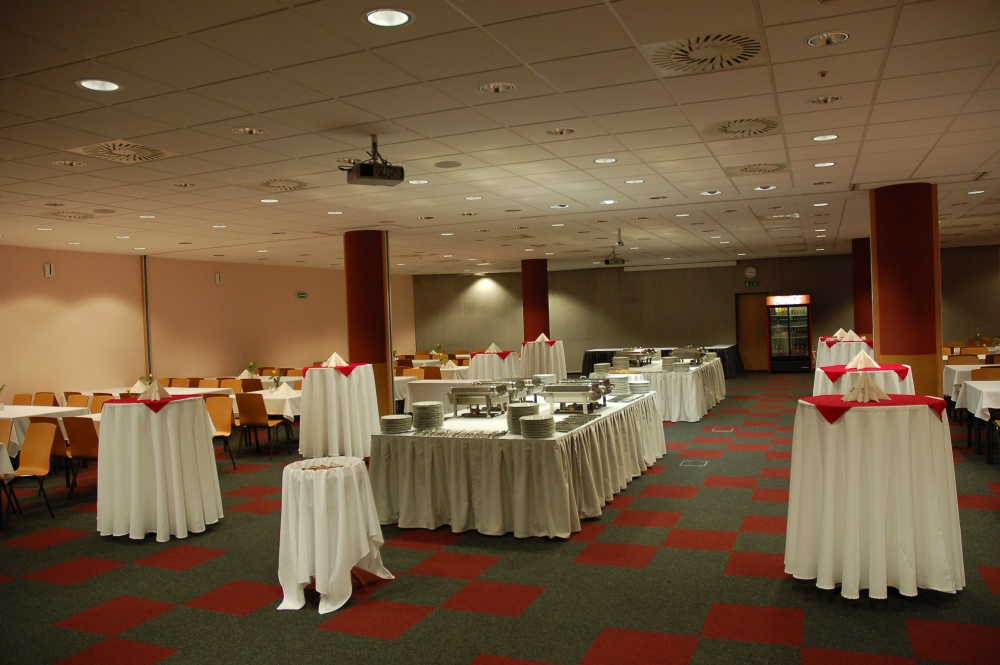
I., II. előadó terem
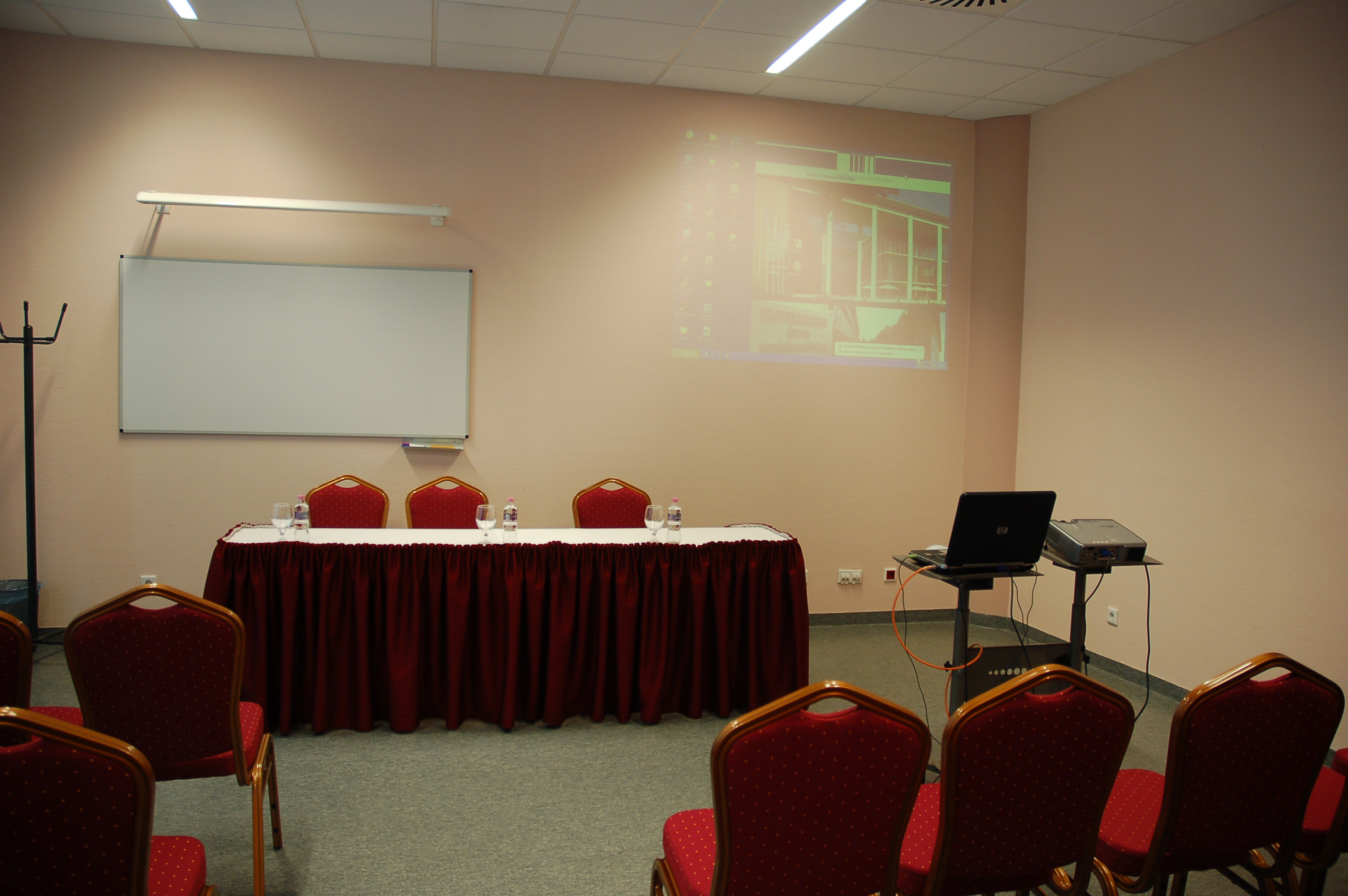
Szemináriumi termek

## Külső hivatkozások
- Honlap
- SZTE Kongresszusi Központ honlapja